# Pimampiro (kanton)
Pimampiro – kanton w Ekwadorze, w prowincji Imbabura. Stolicą kantonu jest Pimampiro.